# Qui est sans péché ?
Pour plus de détails, voir Fiche technique et Distribution.
Qui est sans péché ? (titre original : Chi è senza peccato...) est un film italien réalisé par Raffaello Matarazzo et sorti en 1952, adaptation du roman d'Alphonse de Lamartine, Geneviève, histoire d'une servante.

## Synopsis
Stefano Brunod tombe amoureux de Maria Nermoz, une jolie mercière, d'un village de haute montagne.
Stefano abandonne la contrebande et émigre à Winnipeg au Canada comme bûcheron, puis trouve un emploi bien rémunéré et décide de se marier avec Maria par procuration.
Le jour du mariage, Maria apprend que sa sœur cadette, Lisetta, a été séduit et attend un enfant.
En difficulté, Maria se tourne vers sa protectrice, la vieille comtesse Lamieri. Mais Maria ignore que le séducteur de sa sœur n'est autre que Dario le neveu de la comtesse. La comtesse ne veut pas que son neveu se lie avec l'humble jeune fille et l'éloigne en l'envoyant d'abord étudier en ville, puis en Amérique du Sud auprès de son père. Préoccupée par cette situation, Maria retarde son départ pour le Canada, où Stefano, de plus en plus inquiet, l'attend.
Lorsque Lisette accouche, Agnese, la servante de la comtesse, sur les instructions de la comtesse, amène le bébé à l'église et l' abandonne.
Après la découverte de ce méfait, Maria se précipite à l'église pour récupérer l'enfant, mais elle est soupçonnée d'être celle qui l'a abandonné et est arrêtée. Lisetta meurt peu de temps après et Maria est condamnée à la prison pour abandon d'enfant, qui a été placée dans un orphelinat. Stefano apprend la condamnation et, déçu et choqué par la trahison de Maria demande et obtient l'annulation du mariage. Quand Maria sort de prison elle prend avec elle Nino l'orphelin de sa sœur.
Douze ans plus tard, Stefano a fait fortune et retourne en Italie. Il cherche Maria, la retrouve et apprend la vérité. Les deux se réunissent et adoptent Nino.

## Fiche technique
- Titre original : Chi è senza peccato...
- Titre français : Qui est sans péché ?
- Réalisation : Raffaello Matarazzo
- Scénario : Aldo De Benedetti d'après le roman Geneviève, histoire d'une servante d'Alphonse de Lamartine
- Décors : Ottavio Scotti
- Costumes : Franca Modiano
- Photographie : Rodolfo Lombardi
- Son : Mario Messina
- Montage : Mario Serandrei
- Musique : Salvatore Allegra
- Production : Goffredo Lombardo
- Sociétés de production : Labor Films, Titanus (Italie)
- Sociétés de distribution : Les Films Marceau (France), Cocinor (France), Mondadori Video (Italie), 01 Distribution (Italie)
- Pays d'origine :  Italie
- Langue de tournage : italien
- Format : noir et blanc — 35 mm — 1.37:1 — monophonique (RCA Sound System)
- Genre : melodrame
- Durée : 100 minutes
- Date de sortie : Italie, 18 décembre 1952
- Affiches : Constantin Belinsky, Henri Cerutti (France)

## Distribution
- Yvonne Sanson : Maria Dermoz
- Amedeo Nazzari : Stefano Brunot
- Françoise Rosay : la comtesse Lamieri
- Mario Ferrari : John Morresi, homme d'affaires
- Enrica Dyrell : Laura, épouse de Morresi
- Anna Maria Sandri : Lisetta Dermoz
- Enrico Olivieri : Nino, fils de Lisetta
- Aldo Nicodemi : l'avocat
- Gianni Musy : Dario, neveu de la comtesse
- Gualtiero Tumiati : le pasteur
- Teresa Franchini : Agnese, la servante de la comtesse
- Liliana Gerace : Adele, un ami de Marie
- Giorgio Capecchi : le consul italien à Winnipeg
- Nino Marchesini : le sergent de police
- Michele Malaspina : le procureur
- Amina Pirani Maggi